# Metawithius murrayi
Metawithius murrayi är en spindeldjursart som först beskrevs av Pocock 1900.  Metawithius murrayi ingår i släktet Metawithius och familjen Withiidae. Inga underarter finns listade i Catalogue of Life.